# فور ريفر (حوض بناء سفن)
"فور ريفر" كان حوض بناء السفن مملوكًا لشركة "جنرال دايناميكس"، يقع على نهر "ويماوث فور ريفر" في مدينتي "برينتري" و"كوينسي" بولاية ماساتشوستس. بدأ عملياته في عام 1883 في برينتري  ، ثم انتقل إلى موقعه النهائي في "كوينسي بوينت" عام 1901. وفي عام 1913، تم شراؤه بواسطة شركة "بيثليهيم ستيل" (Bethlehem Steel)، ثم نُقل إلى شركة بناء السفن التابعة لها "Bethlehem Shipbuilding Corporation". في عام 1963، تم بيعه لشركة "جنرال دايناميكس"، وأُغلق في عام 1986. وخلال فترة عمله، قام عمّال الحوض ببناء مئات السفن سواء للأغراض العسكرية أو المدنية.
تم بناء معظم السفن في الحوض لصالح البحرية الأمريكية، وكان أول عقد حكومي له هو بناء المدمرة يو إس إس لورنس (DD-8). كما قام الحوض ببناء أولى الغواصات لصالح شركة "إلكتريك بوت" ، بما في ذلك يو إس إس أكتوبوس (SS-9) ويو إس إس صنفيش (SSN-649). كذلك بنى الحوض البارجة يو إس إس ماساتشوستس (BB-59)، والطرادين يو إس إس سبرينغفيلد (CL-66) ويو إس إس سايلم (CA-139)، بالإضافة إلى أول حاملة طائرات للبحرية الأمريكية يو إس إس ليكسينغتون (CV-2) وخليفتها يو إس إس ليكسينغتون (CV-16). كما تم بناء الطراد الخفيف يو إس إس سان خوان (CL-54) في هذا الحوض.
وقام الحوض ببناء عدد من السفن الحربية لدول أجنبية، بما في ذلك خمس غواصات من الطراز الأول للبحرية الإمبراطورية اليابانية، وعشر غواصات للبحرية الملكية البريطانية، والبارجة ريفادافيا للبحرية الأرجنتينية.
كما بنى الحوض عدة سفن تجارية، منها السفينة توماس لوسون، وهي أكبر سفينة شراعية خالصة في التاريخ، والسفينة مارين دو-كيم، والتي كانت أول سفينة مخصصة لنقل المواد الكيميائية المبردة. وقد أنهى الحوض مسيرته تحت اسم قسم كوينسي لبناء السفن - صناعات عامة، في إنتاج ناقلات الغاز الطبيعي المسال وسفن الشحن التجاري.
كما قام الحوض ببناء عدد من سفن الركاب التي ترفع العلم الأمريكي، مثل إس إس ماريبوزا، إس إس مونتيري، إس إس لورلاين، وكذلك إندبندنس وكونستيتيوشن التابعتين لشركة الشحن الأمريكية. ، كما كان يضم الحوض ثاني أكبر رافعة بناء سفن في العالم. وخلال فترة تشغيله، امتلك الحوض منشأتين فرعيتين: الأولى كانت مصنع مدمرات النصر في كوينسي خلال الحرب العالمية الأولى، والثانية كانت حوض بناء السفن في هنغهام خلال الحرب العالمية الثانية. كما امتلك الحوض منشأة بيثليهيم أتلانتيك للأعمال البحرية، وهي حوض جاف يقع في شرق بوسطن.